# Chemizace
Chemizace v zemědělství je využívání hnojiv a chemických prostředků, jako jsou pesticidy, herbicidy nebo fungicidy pomocí zavlažovacích systémů nebo postřiků, které jsou distribuovány po plochách určeným k zásahu, na zemědělských plochách. Zavlažovací systémy a postřiky zajišťují přesnou aplikaci chemických prostředků pouze na jednu plochu, čímž se snižuje riziko znečištění životního prostředí.
Chemizace se v zemědělství aplikuje, pokud je třeba zvýšit efektivitu a produkci plochy. Musí se dodržovat bezpečnostní pravidla a přesná nastavení veškerého vybavení, aby nedošlo ke kontaminaci vodních zdrojů nebo ohrožení necílených organismů.

## Využití chemizace v zemědělství
Chemizace slouží jako jeden z nástrojů ochrany proti škůdcům, proti kterým se využívají pesticidy a insekticidy.
Pomocí zavlažování se aplikují herbicidy na prevenci před plevelem na zemědělských plochách.
Chemizací v zemědělství lze také ošetřovat rostliny fungicidy, které zabraňují rozšiřování plísní a infekcí rostlin.
V neposlední řadě je chemizace prostředkem pro dodávání potřebných živin rostlinám po celé zemědělské ploše, je-li to nutné. Tyto dopravené živiny rostliny zpracují následně lépe rostou.

## Historie
Použití umělých hnojiv bylo poprvé využito v Holandsku v 17. století. V České republice se umělá hnojiva začala využívat v 19. století, jeho velký nárůst byl zaznamenán na počátku 20. století, a to hlavně z důvodu intenzifikace zemědělské výroby. Největší rozšíření zažila chemizace ve 2. polovině 20. století.
V České republice se první průmyslové hnojivo vyrobilo v roce 1856 v Ústí nad Labem. Šlo o superfosfát.
Od druhé světové války se chemizace začala masivně rozšiřovat, ovšem jakmile došlo ke stagnaci produkce i přes navyšování hnojiv, začalo se více prosazovat ekologické zemědělství, které ve větší míře nepoužívá hnojiva ani pesticidy.

## Výhody a nevýhody chemizace

### Výhody
Aplikace chemických látek na zemědělské plochy je velmi přesná a snižuje riziko plýtvání pesticidy, fungicidy či herbicidy a dále snižuje možnost rizika negativního vlivu na životní prostředí.
Chemizace mechanizovaná, jako jedna z moderních praktik v zemědělství, snižuje potřebné množství času a zaměstnanců ve srovnání s manuálními postřiky. Zároveň je také přesnější a rovnoměrnější v distribuci chemických látek.
Při moderní chemizaci jsou využívány postřikovače nebo zavlažovací systémy, tudíž je nižší riziko přímého zásahu chemickou látkou zaměstnance.

### Nevýhody
Vysoká nákupní cena technologií nutným k postřikům a finanční náročnost jejich údržby. Je nutné, aby pro správné fungování byly stroje přesně kalibrované. Jedním z rizik nesprávné kalibrace je kontaminace okolního prostředí, živočichů nebo rostlin.
Musí být dodržována přesná pravidla pro používání chemických látek, jejichž další nevýhoda je omezená nabídka. Existuje pouze úzká škála chemických látek, které mohou být pro chemizaci legálně využívány.
Pro využití chemizace v zemědělství je nutné vzdělání a praxe pro kalibraci strojů a správné fungování zavlažovacích systémů, díky kterým se následně snižuje riziko chyby v procesu.

## Dopady chemizace v zemědělství
Intenzifikace tlumí rozvoj přirozených původců úrodnosti půdy tvořených stovkami rostlinných i živočišných druhů. Kvůli špatné odbouratelnosti vyprodukované chemikálie zatěžují a znečišťují životní prostředí. Například toxický pesticid DDT, který byl v České republice používán k práškování, se dodnes nachází v půdě.